# Alisport Silent 2 Targa
Silent 2 Targa je enosedežno jadralno letalo italijanskega proizvajalca Alisport. Obstaja tudi motorna verzija, ki lahko sama vzleti. Posebnost je enokraki enokraki propeler je ki ga preko jermena poganja dvotaktni motor. Obstaja tudi dvokraki uvlačljivi propeler, ki ga poganja električni motor.
Grajen je iz fiberglasa in karbonskih kompozitnih materialov.

## Različice
Obstajajo tri verzije Silent Gliderjev:
- Silent Club z razponom 12 metrov
- Silent 2 z razponom 13 metrov
- Silent 2 Targa z razponom 13,3 metra

## Specifikacije
- Posadka: 1
- Dolžina: 6,35 m (20 ft 10 in)
- Razpon kril: 13,3 m (43 ft 7 in)
- Višina: 1,25 m (4 ft 1 in)
- Površina krila: 8,9 m2 (95,7 ft2)
- Vitkost: 20,0
- Prazna teža: 135 kg (298 lb)
- Gros teža: 300 kg (661 lb)

- Največja hitrost: 220 km/h (119 mph)
- Potovalna hitrost: 150 km/h (81 mph)
- Jadralno število: 40 pri 90 km/h (49 vozlij)
- Hitrost padanja: 0,60 m/s (118 ft/min)

- Širina kabine 0,63 m (2,1 ft)
- Višina kabine 0,91 m (3 ft)
- Aeroprofil IMD 050 (16%)
- Obremenitev kril 34 kg/m² (6,96 lb/sq ft)
- 'Hitrost izgube vzgona 64 km/h (35 vozlov)